# Koper
Koper  (italienska: Capodistria, kroatiska: Kopar, latin: Justinopolis) är Sloveniens största hamnstad och tillsammans med Trieste  den närmsta medelhavshamnen för många av länderna i Centraleuropa. Staden och kommunen är tvåspråkig (slovenska och italienska (stadskärnan, samt orterna Barizoni, Bertoki, Bošmarin, Cerej, Hrvatini, Kampel, Kolomban, Prade, Permacan, Šalara, Škocjan och Valmarin)). 
Koper är en mycket gammal urban bosättning med kontinuitet sedan grekisk antik. Därmed kan staden tävla med Ptuj om att vara en av de äldsta i landet. Bosättningen på före detta stadsholmen och grannön Sermin i Stagon-bukten kallades för Aegida i antikens Grekland; för Caprea, Insula Capritana och Justinopolis av romarna . Det slovenska stadsnamnet Koper kan härledas direkt från det latinska Caprea. Som biskopssäte nämns Koper år 599 . År 932 slöts ett handelsavtal mellan Koper och Venedig och 1278 tvingades Koper med militärt våld att ansluta sig till Republiken Venedig , . Salt utvunnet ur saltinerna längs kusten och vin var viktiga handelsvaror från Koper.
Staden har vacker arkitektur från Republiken Venedigs glansdagar under medeltiden, renässansen och barocken. Venedigs främsta målare under renässansen, Vittore Carpaccio, bodde i Koper och kan också vara född där.
I stadens omgivningar odlas oliver och den för området mycket gamla ursprungliga druvsorten Refošk (italienska refosco) samt kaki. Det är även möjligt att odla citrusfrukter.

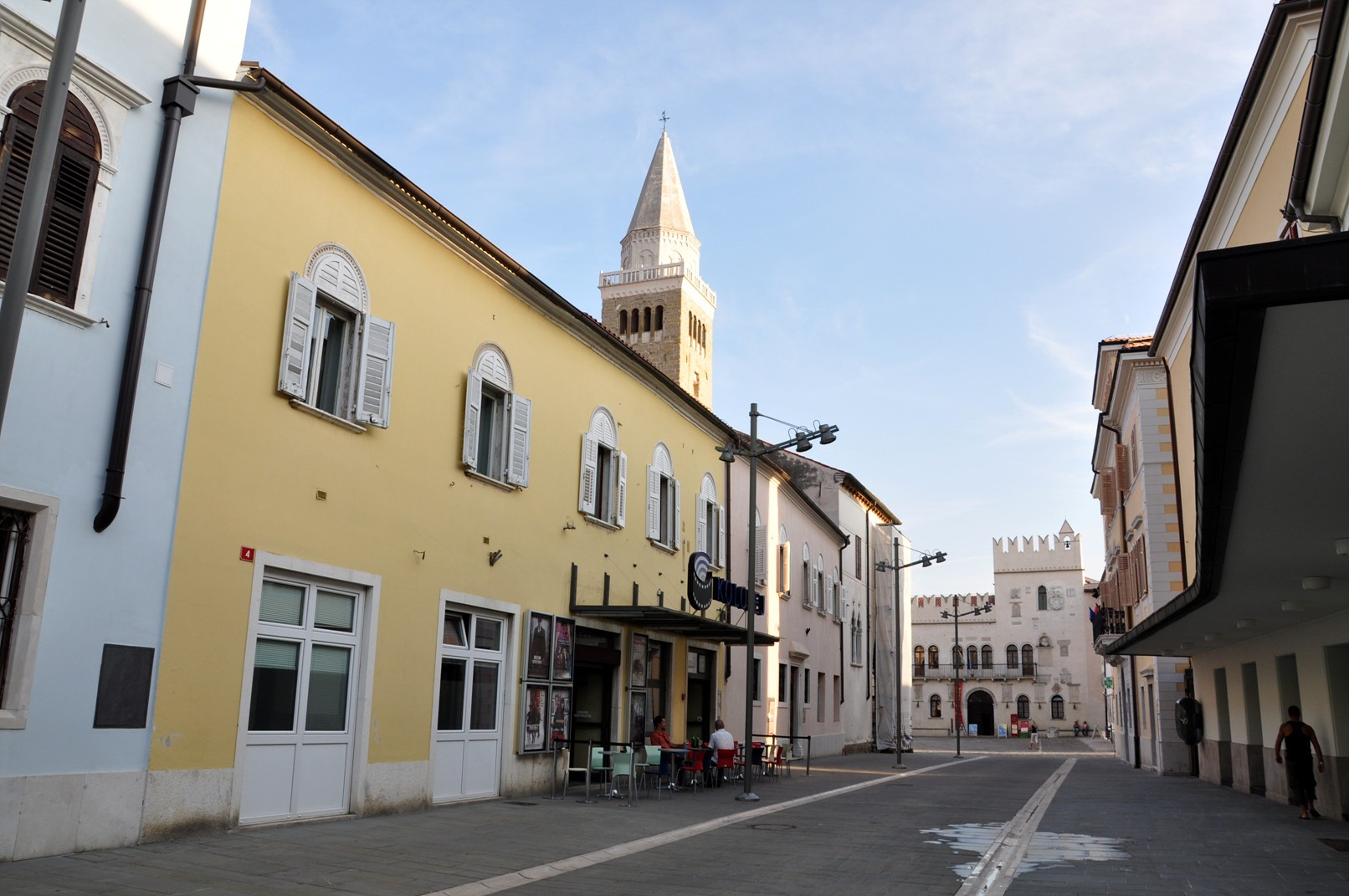
Stadsscen i Gamla Stan i Koper.
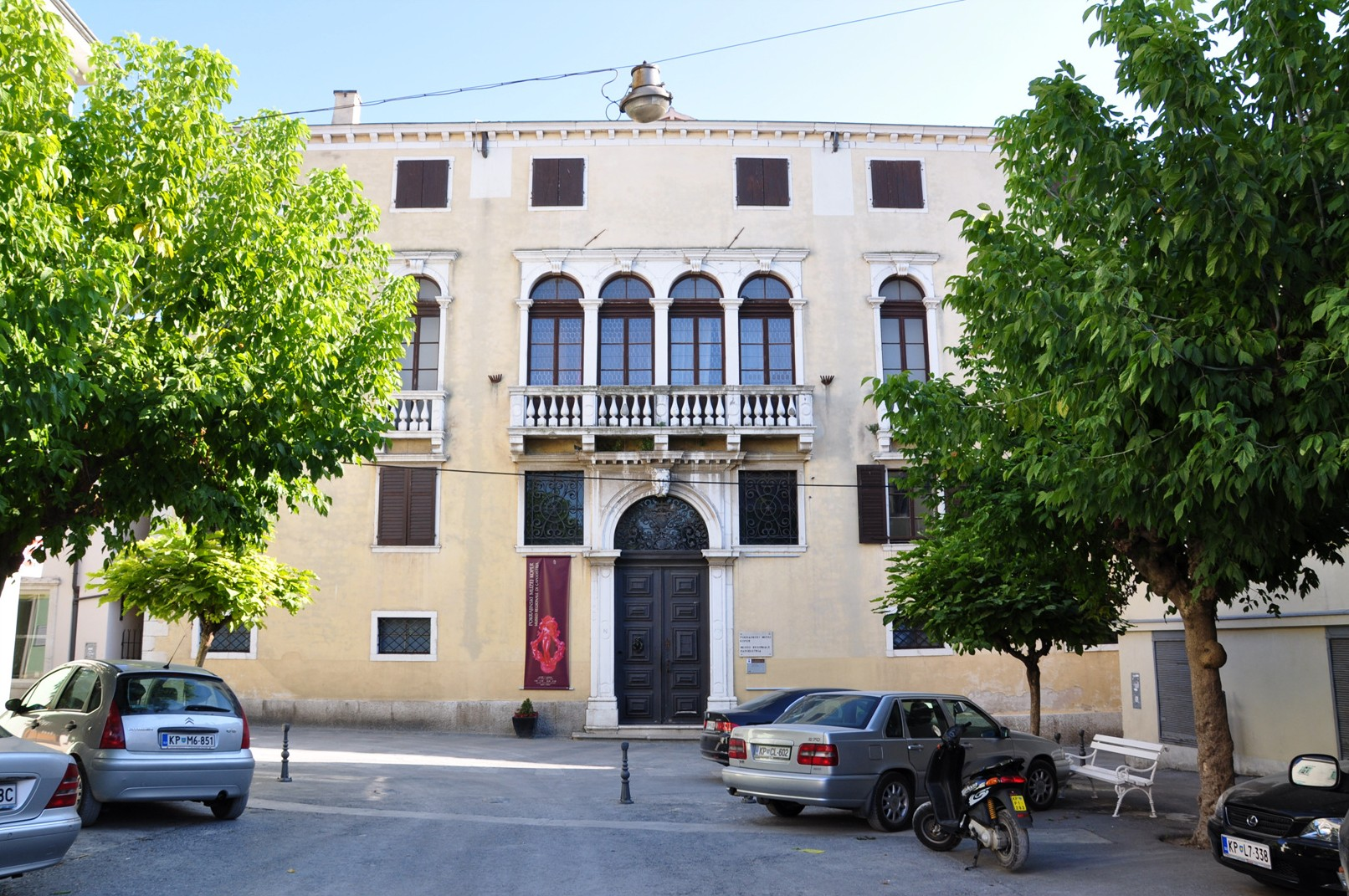
Palača Belgramoni-Tacco är ett exempel på venetiansk barock och inhyser nu länsmuseet.
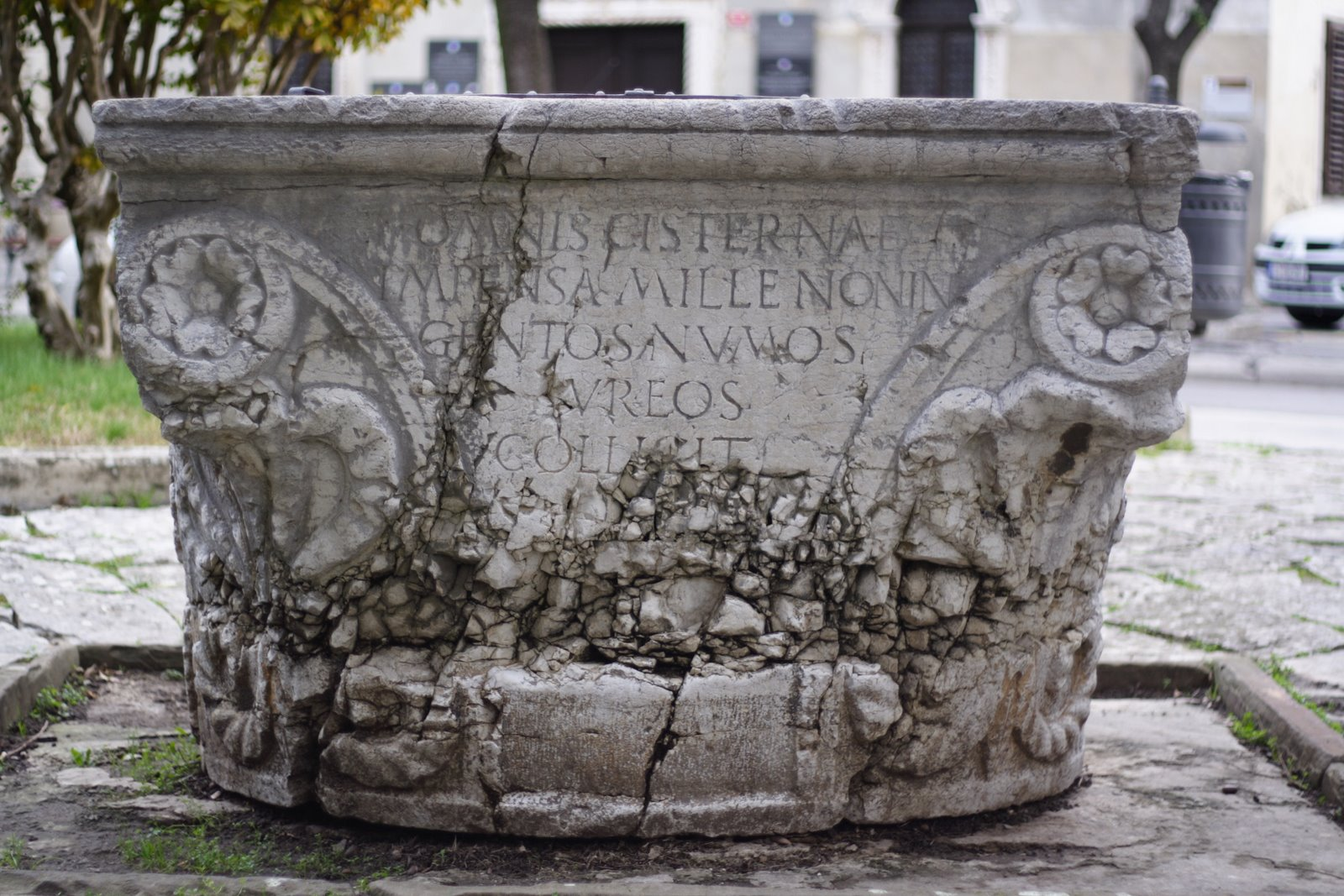
Gammal stadsbrunn från 1485.
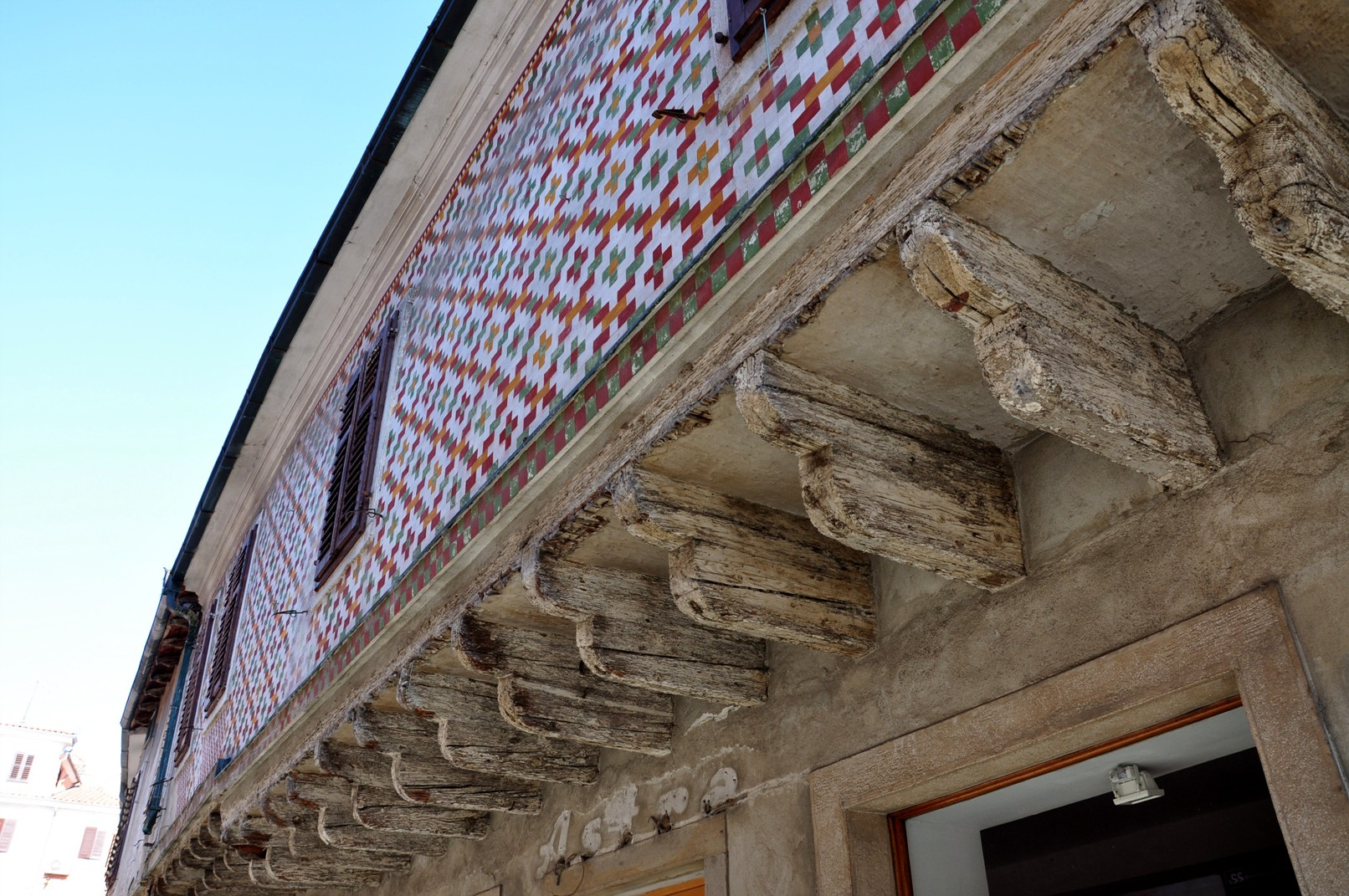
Enklare borgarhus från 1500-talet.
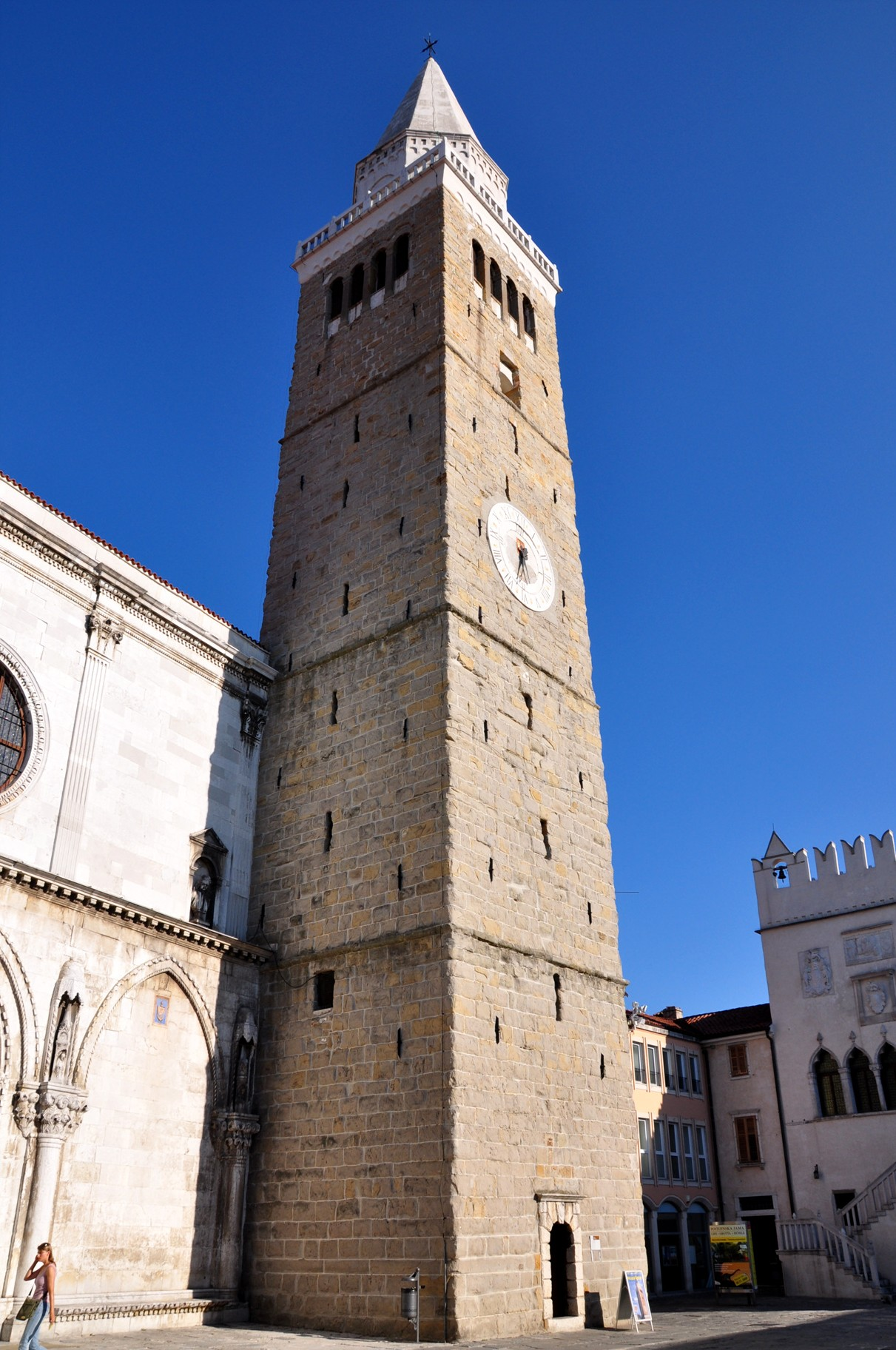
Katedralen St. Nazarius från 1100-talet har en massiv kampanil i romansk stil.
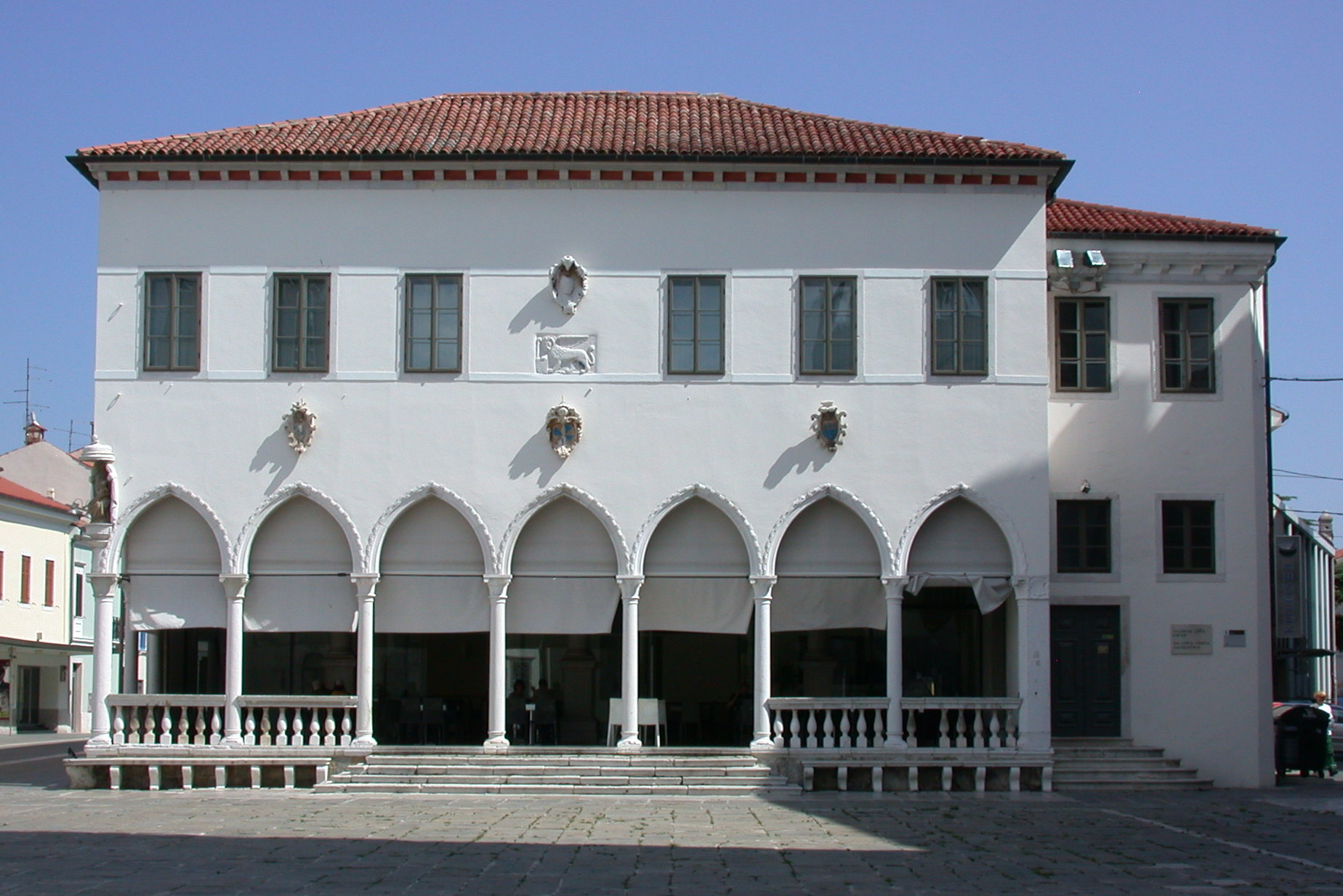
Loggia från 1400-talet vid katedraltorget, där även universitetet i Koper ligger.
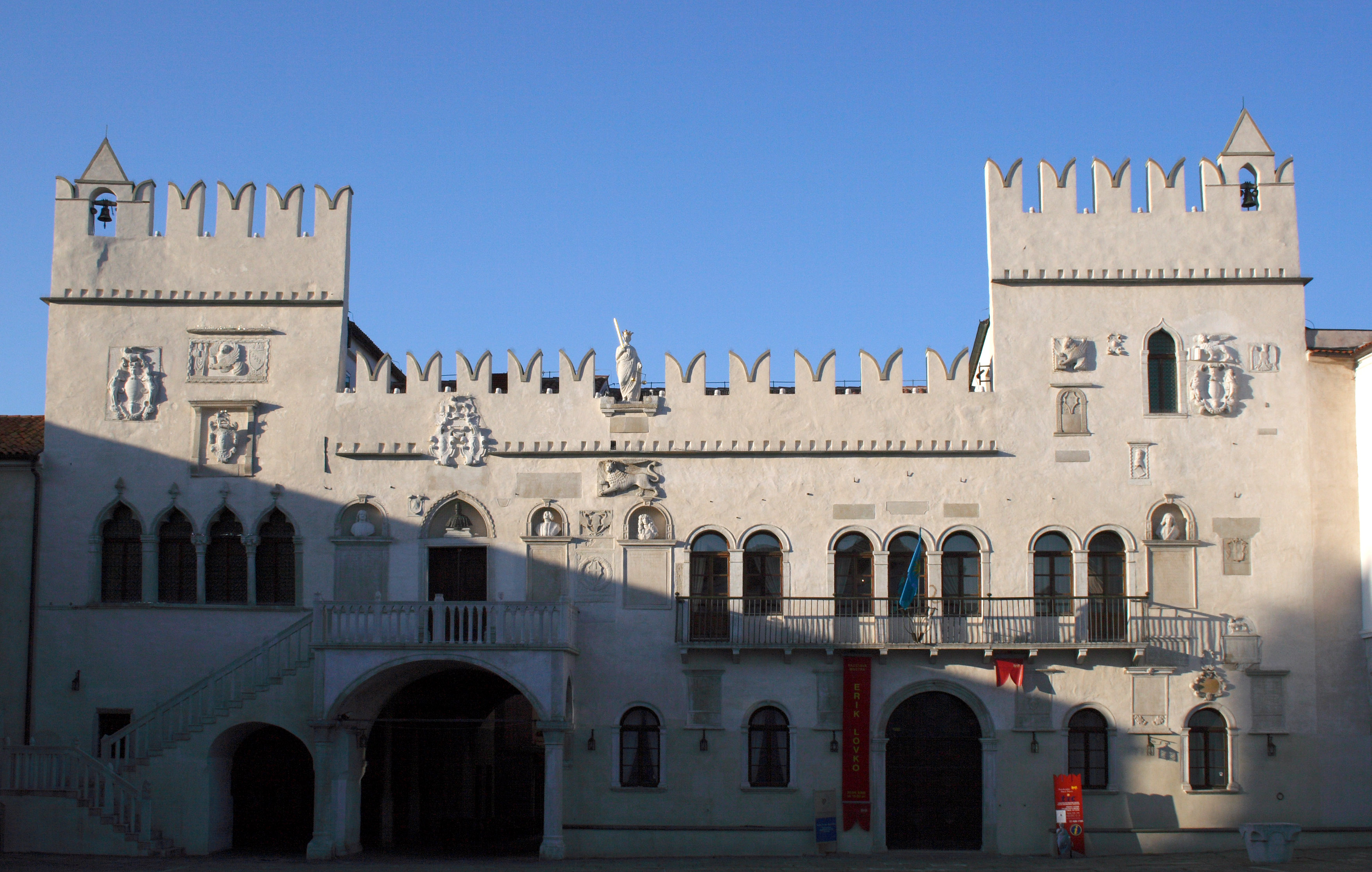
Venetianska guvernörens palats består av två äldre byggnader som byggdes samman på 1400-talet.
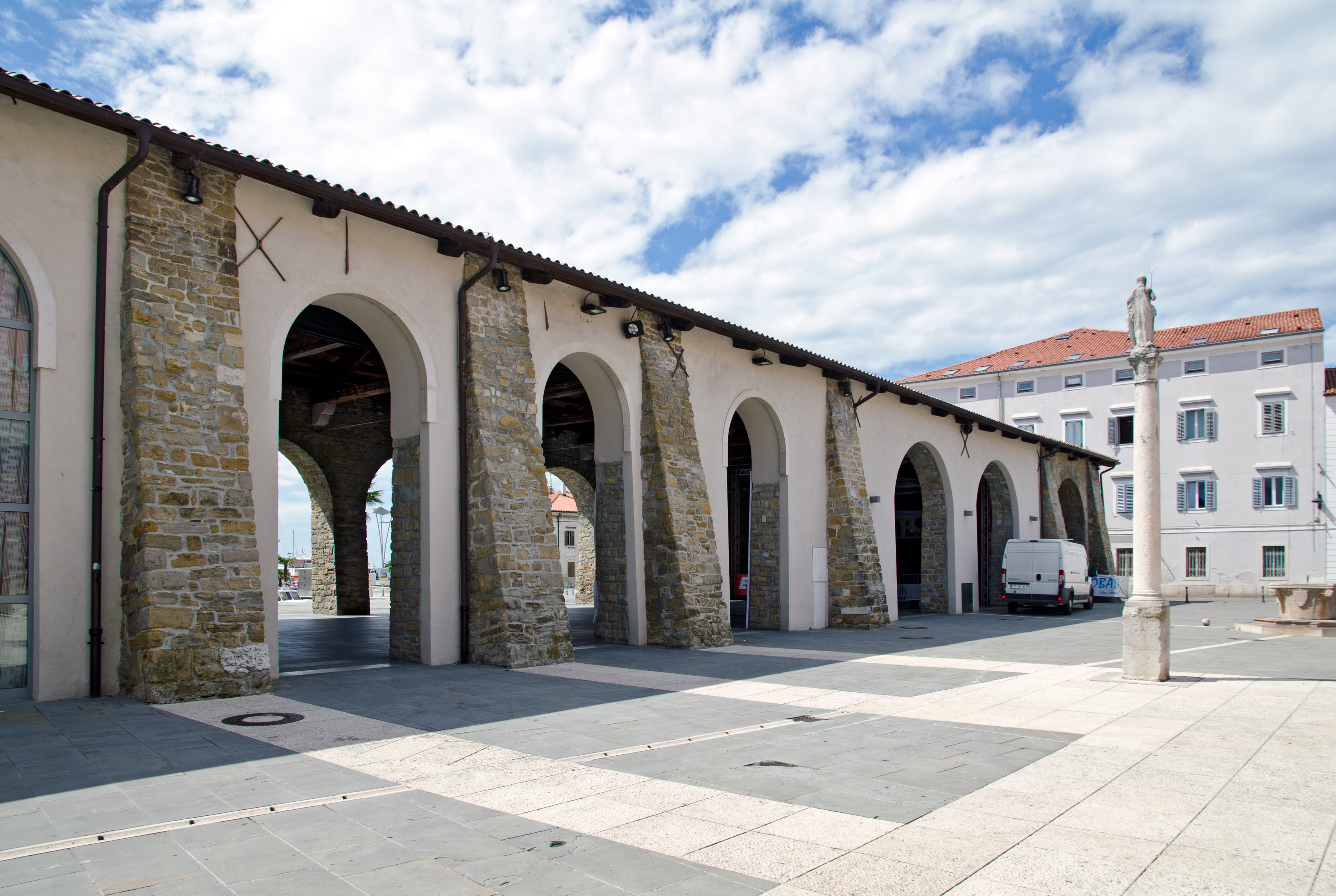
Denna medeltida lagerbyggnad är renoverad och används för olika kulturella evenemang, inte minst musik sommartid.

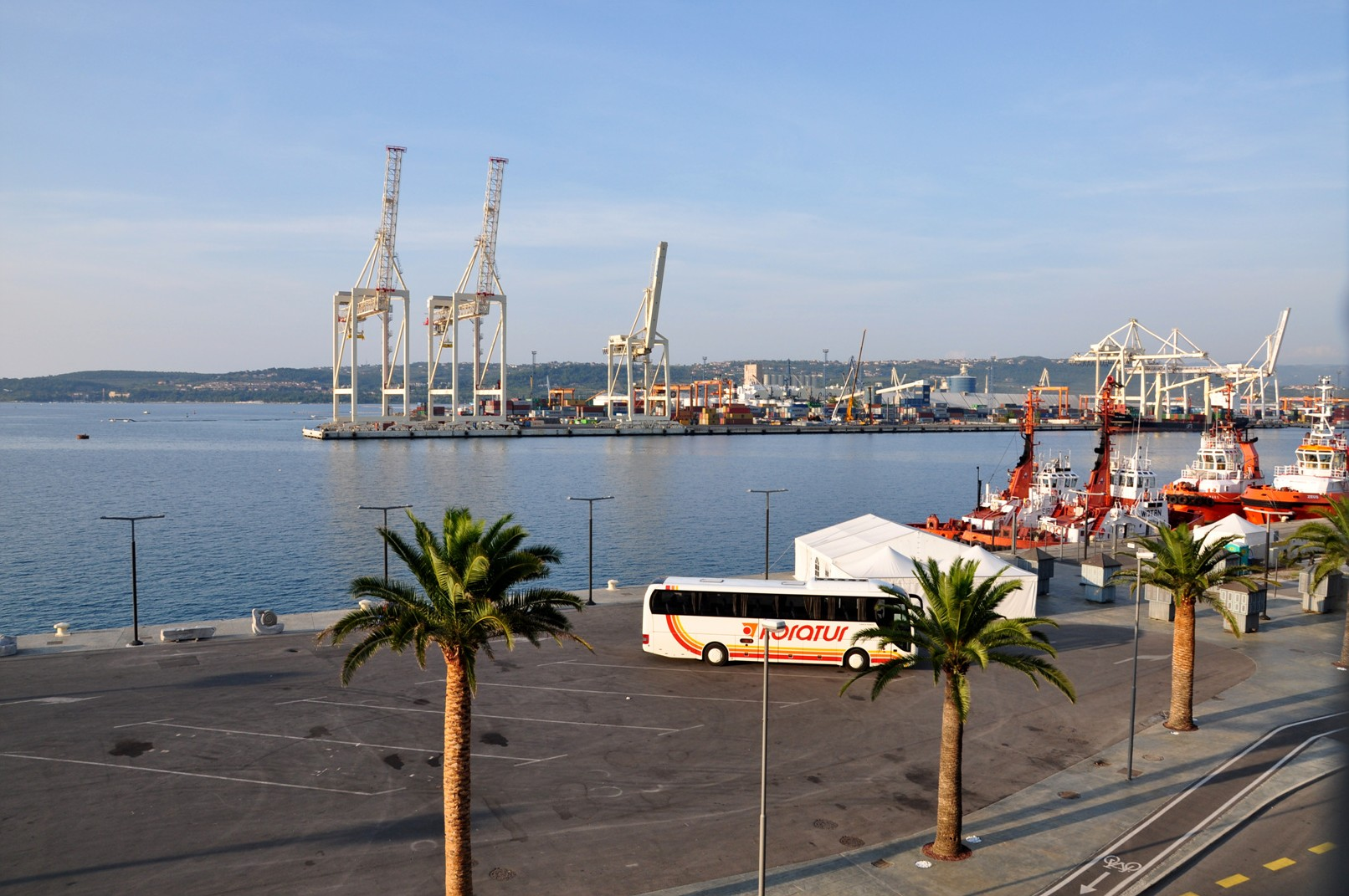
Hamnen i Koper.
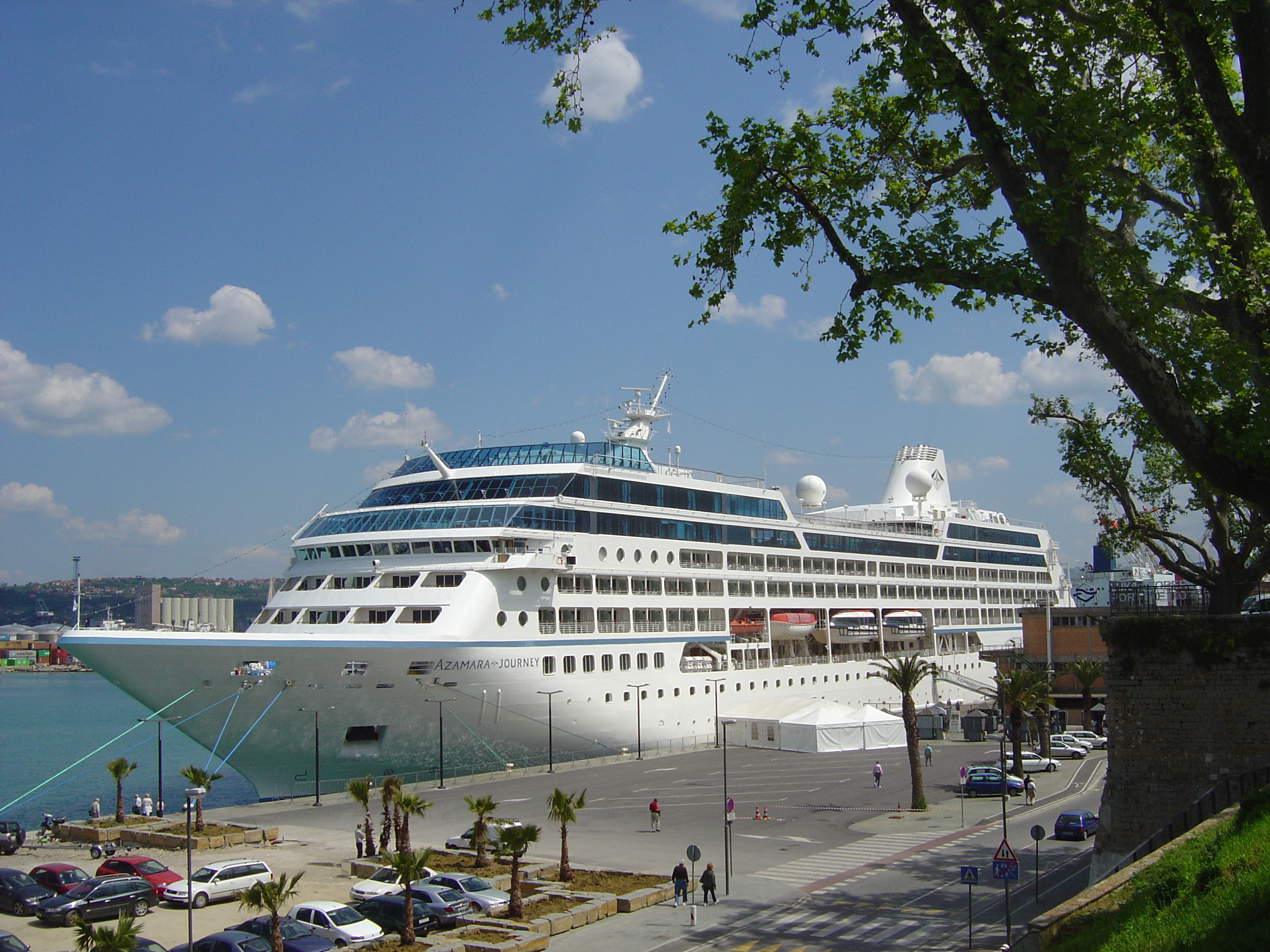
Kryssningsfartyg i Kopers hamn.
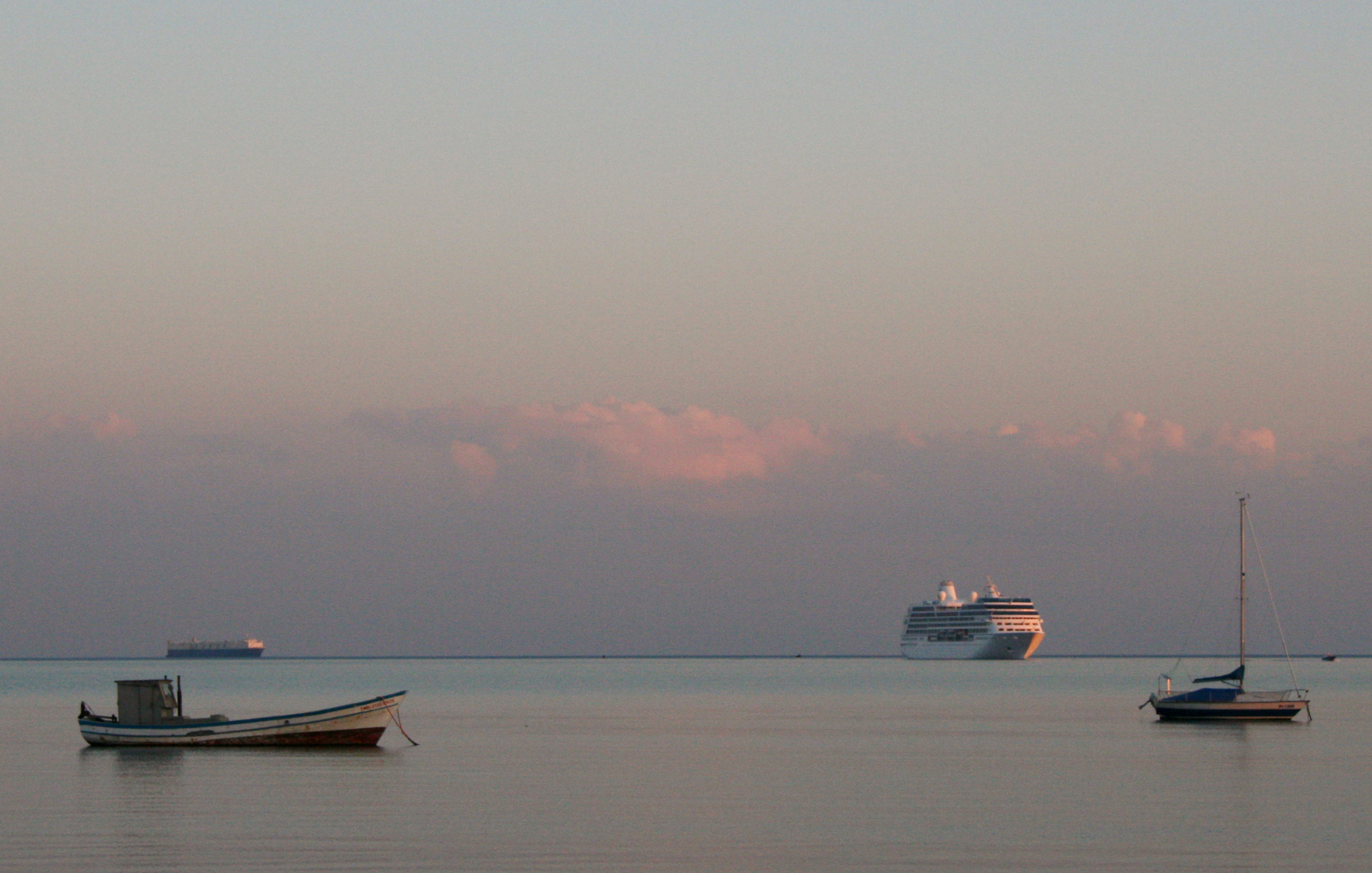
Vy västerut från Koper.

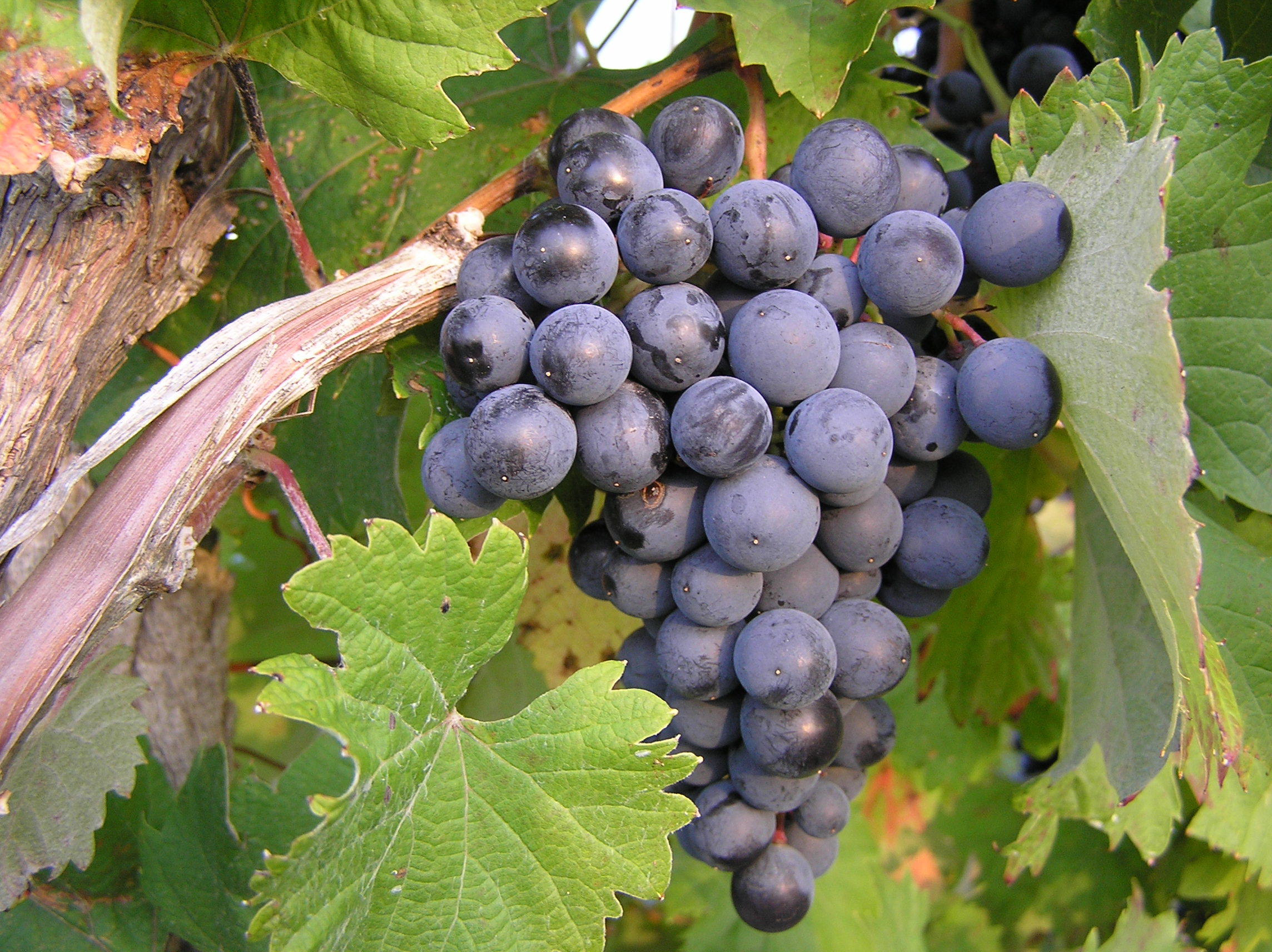
Många experter inom oenologi menar att Refošk är den druva som användes för det romerska vinum puccinum, vilket prisades av bl.a. Plinius den äldre.

## Sport
- FC Koper